# Африканский союз
Африка́нский сою́з (сокращённо АС, Афросоюз) — международная межправительственная организация, объединяющая 55 государств Африки, правопреемник Организации африканского единства (ОАЕ). Основана 9 июля 2002 года. Важнейшие решения в рамках организации принимаются на Ассамблее Африканского союза — собрании глав государств и правительств государств — членов организации, которое проводится раз в полгода. Секретариат Африканского союза и Комиссия Африканского союза расположены в Аддис-Абебе, столице Эфиопии. В феврале 2009 года было принято решение о преобразовании Комиссии Африканского союза в Полномочный орган Африканского союза (англ. African Union Authority).

## История
Историческими предшественниками Африканского союза считаются Союз Африканских Государств (англ. Union of African States), конфедерация государств Африки, созданная в 1960-е годы по инициативе президента Ганы Кваме Нкрума, а также Организация африканского единства (англ. Organisation of African Unity), основанная 25 мая 1963 года, и Африканское экономическое сообщество (англ. African Economic Community), основанное в 1991 году.
Ввиду малой эффективности и жёсткой критики по поводу трансформации Организации африканского единства в «клуб диктаторов» в середине 1990-х годов на африканском континенте вновь возродилась идея о создании Африканского союза. Главным сторонником преобразований выступал ливийский лидер Муаммар Каддафи. 9 сентября 1999 года главы государств и правительств государств-членов Организации африканского единства приняли Сиртскую декларацию (названную по городу Сирт в Ливии), в которой говорилось о намерении создать Африканский союз. В 2000 году, во время саммита в Ломе, был принят Учредительный акт Африканского союза, а в 2001 году, на саммите в Лусаке, — план по реализации проекта новой организации. Тогда же была одобрена масштабная программа стратегии развития Африки — «Новое партнерство для развития Африки» (НЕПАД; (англ. New Partnership for Africa's Development, NEPAD).
Африканский союз начал свою деятельность 9 июля 2002 года, заменив собой Организацию африканского единства.
31 июля 2007 года начала деятельность совместная миротворческая операция с ООН в Дарфуре.
17 июля 2016 года на очередном саммите Африканского союза был представлен единый паспорт Африканского союза, который позволит в будущем организовать безвизовый режим между всеми странами-членами Африканского союза.
22 августа 2023 года Африканский союз приостановил участие Нигера в деятельности организации, а 31 августа того же года Габона.

## Цели и принципы
Согласно Учредительному акту Африканского союза целями организации являются:
- укрепление единства и солидарности африканских государств и народов Африки;
- защита суверенитета, территориальной целостности и независимости государств-членов;
- ускорение политической и социально-экономической интеграции континента;
- продвижение и отстаивание общих позиций по вопросам, представляющим интерес для континента и его народов;
- содействие международному сотрудничеству в соответствии с Уставом ООН и Всеобщей декларацией прав человека;
- укрепление мира, безопасности и стабильности на континенте;
- укрепление и защита прав человека в соответствии с Африканской хартией прав человека и народов и другими инструментами по обеспечению прав человека;
- создание необходимых условий, благодаря которым континент сможет занимать достойное место в глобальной экономике и в международных переговорах;
- содействие устойчивому развитию на экономическом, социальном и культурном уровнях, а также интеграции африканских экономик;
- содействие сотрудничеству во всех сферах человеческой деятельности с целью повышения уровня жизни населения Африки;
- координация и гармонизация политики между существующими и будущими региональными экономическим сообществами с целью постепенного достижения целей Африканского союза;
- прогресс в развитии континента через содействие в научных исследованиях во всех сферах, прежде всего в сфере науки и технологий;
- сотрудничество с соответствующими международными партнёрами в деятельности по искоренению болезней и содействию здоровому образу жизни на континенте.

Согласно Учредительному акту Африканского союза принципами деятельности организации являются:
- суверенное равенство и взаимозависимость между государствами-членами Африканского союза;
- уважение государственных границ, которые существовали на момент получения государствами независимости;
- участие африканских народов в деятельности Африканского союза;
- выработка общей оборонной политики для африканского континента;
- мирное разрешение конфликтов между государствами-членами Союза посредством подходящих мер, одобренных Ассамблеей Африканского Союза;
- запрет на применение силы и угрозы силой между государствами-членами Союза;
- невмешательство государств-членов во внутренние дела других государств;
- право Союза вмешательства в дела государства-союза по решению Ассамблеи организации в случае военных преступлений, геноцида и преступлений против человечности;
- мирное сосуществование государств-членов и их право существовать в мире и безопасности;
- право государств-членов обратиться к организации с просьбой о её вмешательстве в дела государства с целью восстановления мира и безопасности;
- содействие самодостаточности в рамках Союза;
- содействие равенству полов;
- уважение демократических принципов, прав человека, верховенства закона и добросовестного государственного управления;
- содействие социальной справедливости с целью обеспечения сбалансированного экономического развития;
- уважение неприкосновенности человеческой жизни, осуждение и отказ от безнаказанности и политических убийств, актов терроризма и подрывной деятельности;
- осуждение и отказ от неконституционной смены правительств.

## Структура
Высшим органом Африканского союза является Ассамблея, которая состоит из глав государств и правительства или их аккредитованных представителей. Встречи Ассамблеи в виде обычного заседания должны проводиться не меньше одного раза в год. При этом по требованию любого государства-члена и по одобрению 2/3 государств-членов Ассамблея может собраться на чрезвычайную сессию. Ассамблея возглавляется председателем, который избирается сроком на один год государствами-членами из состава глав государств или правительств. Ассамблея имеет достаточно широкие полномочия. Она:
- определяет общую политику Африканского союза;
- рассматривает и принимает решения по различным докладам и рекомендациям, подготовленным другими органами Союза;
- рассматривает вопрос о членстве в организации;
- учреждает новые органы Союза;
- осуществляет контроль за реализацией политики и решений Союза, а также следит за их соблюдением государствами-членами;
- принимает бюджет Союза;
- даёт указания Исполнительному совету по поводу управления конфликтами, войнами и другими чрезвычайными ситуациями и восстановления мира;
- назначает и снимает с должности судей Верховного суда Африканского союза;
- назначает председателя Комиссии и его заместителей, комиссара Комиссии, а также определяет их задачи и срок полномочий.

Решения в Ассамблее принимаются на основе консенсуса или, в противном случае, 2/3 голосами государств-членов организации. Тем не менее процедурные вопросы решаются простым большинством голосов.
С целью укреплению дальнейших интеграционных процессов, прежде всего экономических, в 2004 году создан Панафриканский парламент, который со временем должен стать высшим законодательным органом Африканского союза. Он находится в городе Мидрэнд в ЮАР и состоит из 265 представителей от 53 государств-членов организации.
Исполнительный совет (ИС) Африканского союза состоит из министров иностранных дел или других министров/государственных служащих, назначенных правительствами государств-членов. Встречи ИС в виде обычного заседания проводятся по меньшей мере два раза в год. При этом по требованию любого государства-члена и по одобрению 2/3 государств-членов ИС может собраться на чрезвычайную сессию. ИС занимается координацией и принятием решений по вопросам, затрагивающим общие интересы государств-членов, следит за осуществлением политической стратегии, сформулированной Ассамблеей, и несёт перед ней ответственность. Сфера деятельности и ответственности ИС включает:
- внешнюю торговлю;
- энергетику, промышленность и природные ресурсы;
- продовольствие, сельскохозяйственные и животные ресурсы, животноводство и лесную промышленность;
- водные ресурсы и ирригацию;
- защиту окружающей среды, гуманитарную деятельность и ликвидацию чрезвычайных ситуаций;
- транспорт и коммуникации;
- страхование;
- образование, культуру, здравоохранение и развитие трудовых ресурсов;
- науку и технологии;
- гражданство, местожительство и иммиграционные вопросы;
- социальную безопасность, в том числе формулирование политики по защите материнства и детей, а также инвалидов и лиц с ограниченными возможностями;
- учреждение системы африканских премий, медалей и призов.

Решения в ИС, как и в Ассамблее, принимаются на основе консенсуса или, в противном случае, 2/3 голосами государств-членов организации. Тем не менее процедурные вопросы решаются простым большинством голосов.
Кроме того, существуют специализированные технические комитеты, которые несут ответственность перед Исполнительным комитетом:
- Комитет сельского хозяйства и сельскохозяйственных вопросов;
- Комитет валютных и финансовых дел;
- Комитет торговли, таможенных и иммиграционных вопросов;
- Комитет промышленности, науки и технологий, энергетики, природных ресурсов и окружающей среды;
- Комитет транспорта, коммуникаций и туризма;
- Комитет здравоохранения, трудовых и социальных вопросов;
- Комитет образования, культуры и человеческих ресурсов.

Внутри Африканского союза действуют и другие органы:
- Суд Африканского союза[англ.];
- Комиссия Африканского союза (административно-исполнительный орган организации, выполняющий функции секретариата Африканского союза);
- Комитет постоянных представителей;
- Экономический, социальный и культурный совет;
- Совет мира и безопасности.

Кроме того, планируется создать три финансовых института: Африканский центральный банк (планируется создать к 2028 году), Африканский валютный фонд, Африканский инвестиционный банк.

## Вооружённые силы
6 марта 2015 года Африканский союз одобрил создание региональной группы войск численностью не менее 8 тысяч военнослужащих с целью противодействия исламистам.

## Государства-члены
Членство приостановлено
 Членство прекращено
| Флаг                                          | Общепринятое название                         | Дата вступления       | Численность населения | Площадь (км²) | Столица                                    | Примечания |
| --------------------------------------------- | --------------------------------------------- | --------------------- | --------------------- | ------------- | ------------------------------------------ | --- |
| Алжир                                         | Алжир                                         | 25 мая 1963 года      | 33 769 669            | 2 381 741     | Алжир                                      | |
| Ангола                                        | Ангола                                        | 11 февраля 1975 года  | 16 941 000            | 1 246 700     | Луанда                                     | |
| Бенин                                         | Бенин                                         | 25 мая 1963 года      | 6 769 914             | 112 622       | Порто-Ново                                 | До 1975 года — Дагомея. |
| Ботсвана                                      | Ботсвана                                      | 31 октября 1966 года  | 1 639 833             | 600 370       | Габороне                                   | |
| Буркина-Фасо                                  | Буркина-Фасо                                  | 25 мая 1963 года      | 13 228 000            | 274 000       | Уагадугу                                   | До 1984 года — Верхняя Вольта. Членство временно приостановлено с 18 сентября 2015 года — после военного переворота в стране. Повторно приостановлено 31 января 2022 года после военного переворота. |
| Бурунди                                       | Бурунди                                       | 25 мая 1963 года      | 3 589 434             | 27 830        | Бужумбура                                  | |
| Габон                                         | Габон                                         | 25 мая 1963 года      | 1 454 867             | 267 745       | Либревиль                                  | Членство было приостановлено с 31 августа 2023 года после военного переворота в стране. |
| Гамбия                                        | Гамбия                                        | октябрь 1965 года     | 1 700 000             | 10 380        | Банжул                                     | |
| Гана                                          | Гана                                          | 25 мая 1963 года      | 23 000 000            | 238 535       | Аккра                                      | |
| Гвинея                                        | Гвинея                                        | 25 мая 1963 года      | 10 211 437            | 245 857       | Конакри                                    | Членство было приостановлено 23 октября 2008 года после военного переворота, восстановлено в конце 2010 года — после президентских выборов, состоявшихся 27 июня и 7 ноября 2010 года. 10 сентября 2021 года членство приостановлено из-за госпереворота. |
| Гвинея-Бисау                                  | Гвинея-Бисау                                  | 19 ноября 1973 года   | 1 586 000             | 36 544        | Бисау                                      | Членство временно приостановлено с 17 апреля 2012 года — после государственного переворота в стране. Восстановлено 18 июня 2014 года — после нормализации политической ситуации в стране. |
| Демократическая Республика Конго              | Демократическая Республика Конго              | 25 мая 1963 года      | 62 600 000            | 2 344 858     | Киншаса                                    | С 1971 по 1997 год — Республика Заир. После того, как Марокко в 1984 вышло из организации в ответ на принятие в 1982 году в ОАЕ Сахарской Арабской Демократической Республики, Заир, как союзник Марокко, также выступил против поддержки САДР, и режим Мобуту бойкотировал ОАЕ с 1984 года по 1986 год. |
| Джибути                                       | Джибути                                       | 27 июня 1977 года     | 496 374               | 23 200        | Джибути                                    | |
| Египет                                        | Египет                                        | 25 мая 1963 года      | 75 500 662            | 1 002 450     | Каир                                       | Членство временно приостановлено с 5 июля 2013 года — после отстранения президента Мурси военными от должности. Восстановлено 18 июня 2014 года — после улучшения политической ситуации в стране. |
| Замбия                                        | Замбия                                        | 16 декабря 1964 года  | 11 668 000            | 752 618       | Лусака                                     | |
| Сахарская Арабская Демократическая Республика | Сахарская Арабская Демократическая Республика | 22 февраля 1982 года  | 267 405               | 266 000       | Эль-Аюн (формально), Тифарити (фактически) | Сахарская Арабская Демократическая Республика признана 84 государствами мира, но признаётся не всеми членами Африканского союза. Бо́льшая часть территории Западной Сахары находится под контролем Марокко. |
| Зимбабве                                      | Зимбабве                                      | июнь 1980 года        | 13 349 000            | 390 757       | Хараре                                     | |
| Кабо-Верде                                    | Кабо-Верде                                    | 18 июля 1975 года     | 503 000               | 4033          | Прая                                       | |
| Камерун                                       | Камерун                                       | 25 мая 1963 года      | 17 795 000            | 475 442       | Яунде                                      | |
| Кения                                         | Кения                                         | 13 декабря 1963 года  | 37 953 840            | 580 367       | Найроби                                    | |
| Коморы                                        | Коморы                                        | 18 июля 1975 года     | 798 000               | 2235          | Морони                                     | |
| Республика Конго                              | Республика Конго                              | 25 мая 1963 года      | 3 999 000             | 342 000       | Браззавиль                                 | |
| Кот-д’Ивуар                                   | Кот-д’Ивуар                                   | 25 мая 1963 года      | 18 373 060            | 322 460       | Ямусукро                                   | До 1986 года — Берег Слоновой Кости. Членство страны было приостановлено с конца 2010 года - после отказа проигравшего 2-й тур президентских выборов (состоялся 28 ноября 2010 года) президента Лорана Гбагбо уступить свой пост победившему кандидату — Алассану Уаттаре, которого ООН и АС признали действующим президентом страны; после ареста Гбагбо 11 апреля 2011 года и фактического прихода к власти Уаттары, членства страны в АС было восстановлено. |
| Лесото                                        | Лесото                                        | 31 октября 1966 года  | 1 795 000             | 30 355        | Масеру                                     | |
| Либерия                                       | Либерия                                       | 25 мая 1963 года      | 3 489 072             | 111 369       | Монровия                                   | |
| Ливия                                         | Ливия                                         | 25 мая 1963 года      | 6 173 579             | 1 759 541     | Триполи                                    | |
| Маврикий                                      | Маврикий                                      | август 1968 года      | 1 264 866             | 2040          | Порт-Луи                                   | |
| Мавритания                                    | Мавритания                                    | 25 мая 1963 года      | 3 069 000             | 1 030 700     | Нуакшот                                    | Членство было приостановлено с 4 августа 2005 года после военного переворота, восстановлено сразу после президентских выборов, состоявшихся 11 марта 2007 года, но вновь приостанавливалось с 6 августа 2008 года после нового военного переворота и было восстановлено после очередных президентских выборов, которые состоялись 18 июля 2009 года. |
| Мадагаскар                                    | Мадагаскар                                    | 25 мая 1963 года      | 20 042 551            | 587 041       | Антананариву                               | Членство впервые временно приостановлено с декабря 2001 года по 10 июля 2003 года; во второй раз — с 20 марта 2009 года — после политического кризиса в стране, 27 января 2014 года после вступления в должность нового демократически избранного президента, членство было восстановлено. |
| Малави                                        | Малави                                        | 13 июля 1964 года     | 13 931 831            | 118 484       | Лилонгве                                   | |
| Мали                                          | Мали                                          | 25 мая 1963 года      | 11 995 402            | 1 240 192     | Бамако                                     | Членство временно приостанавливалось с 23 марта по 24 октября 2012 года — из-за государственного переворота в стране. Членство приостановлено с 19 августа 2020 года из-за военного переворота в стране. |
| Марокко                                       | Марокко                                       | 25 мая 1963 года      | 31 352 000            | 446 550       | Рабат                                      | Вышло из организации 12 ноября 1984 года в ответ на отказ исключить из ОАЕ принятую в 1982 году Сахарскую Арабскую Демократическую Республику, на территорию которой претендует (и контролирует) Марокко. В 2017 году было вновь принято в состав организации. |
| Мозамбик                                      | Мозамбик                                      | 18 июля 1975 года     | 21 397 000            | 801 590       | Мапуту                                     | |
| Намибия                                       | Намибия                                       | июнь 1990 года        | 2 088 669             | 825 418       | Виндхук                                    | |
| Нигер                                         | Нигер                                         | 25 мая 1963 года      | 13 272 679            | 1 267 000     | Ниамей                                     | Членство было приостановлено после военного переворота 18 февраля 2010 года, восстановлено в 16 марта 2011 года — после проведения президентских выборов. Членство приостановлено с 22 августа 2023 года из-за военного переворота в стране. |
| Нигерия                                       | Нигерия                                       | 25 мая 1963 года      | 154 729 000           | 923 768       | Абуджа                                     | |
| Руанда                                        | Руанда                                        | 25 мая 1963 года      | 10 186 063            | 26 798        | Кигали                                     | |
| Сан-Томе и Принсипи                           | Сан-Томе и Принсипи                           | 18 июля 1975 года     | 157 000               | 964           | Сан-Томе                                   | |
| Сейшельские Острова                           | Сейшелы                                       | 29 июня 1976 года     | 82 247                | 451           | Виктория                                   | |
| Сенегал                                       | Сенегал                                       | 25 мая 1963 года      | 11 658 000            | 196 723       | Дакар                                      | |
| Сомали                                        | Сомали                                        | 25 мая 1963 года      | 9 558 666             | 637 661       | Могадишо                                   | |
| Судан                                         | Судан                                         | 25 мая 1963 года      | 30 894 000            | 1 886 068     | Хартум                                     | Членство было приостановлено с 6 июня по 6 сентября 2019 года. Повторно приостановлено 27 октября 2021 года после военного переворота. |
| Сьерра-Леоне                                  | Сьерра-Леоне                                  | 25 мая 1963 года      | 6 294 774             | 71 740        | Фритаун                                    | |
| Танзания                                      | Танзания                                      | 16 января 1964 года   | 40 000 000            | 945 203       | Додома                                     | С 25 мая 1963 года по 26 апреля 1964 года была представлена Танганьикой и Занзибаром; 26 апреля 1964 года оба государства объединились под названием Объединённая Республика Танганьики и Занзибара, которая 1 ноября 1964 года была переименована в Танзанию. |
| Того                                          | Того                                          | 25 мая 1963 года      | 6 585 000             | 56 785        | Ломе                                       | Членство было приостановлено с 25 февраля 2005 года после возникновения сомнений в конституционности президентского назначения, после прошедших с явными фальсификациями 4 мая 2005 года президентских выборов, членство Того вновь было восстановлено. |
| Тунис                                         | Тунис                                         | 25 мая 1963 года      | 10 327 800            | 163 610       | Тунис                                      | |
| Уганда                                        | Уганда                                        | 25 мая 1963 года      | 30 900 000            | 241 038       | Кампала                                    | |
| Центральноафриканская Республика              | Центральноафриканская Республика              | 25 мая 1963 года      | 4 216 666             | 622 984       | Банги                                      | Членство было приостановлено с 25 марта 2013 года по 7 апреля 2016 года — после государственного переворота в стране. |
| Чад                                           | Чад                                           | 25 мая 1963 года      | 10 780 600            | 1 284 000     | Нджамена                                   | |
| Экваториальная Гвинея                         | Экваториальная Гвинея                         | 12 октября 1968 года  | 504 000               | 28 051        | Малабо                                     | |
| Эритрея                                       | Эритрея                                       | 24 мая 1993 года      | 4 401 009             | 117 600       | Асмэра                                     | Членство Эритреи было фактически приостановлено в результате отзыва ею «своих послов в АС» 20 ноября 2009 года после того, как АС обратился к СБ ООН с просьбой наложить санкции на Эритрею в ответ на предполагаемую поддержку последней сомалийских исламистов, пытавшихся свергнуть общепризнанное законное правительство Сомали, входящее в АС. 22 декабря 2009 года СБ ООН принял резолюцию, которая ввела эмбарго на поставки оружия из Эритреи, запрет на поездки эритрейских лидеров и разрешила заморозить счета эритрейских чиновников, Эритрея подвергла данную резолюцию жесточайшей критике. Лишь в январе 2011 года членство Эритреи в АС было восстановлено. |
| Эсватини                                      | Эсватини                                      | 24 сентября 1968 года | 1 141 000             | 17 364        | Мбабане                                    | До 2018 года — Свазиленд. |
| Эфиопия                                       | Эфиопия                                       | 25 мая 1963 года      | 90 076 012            | 1 104 300     | Аддис-Абеба                                | |
| Южно-Африканская Республика                   | Южно-Африканская Республика                   | 6 июня 1994 года      | 47 900 000            | 1 221 037     | Претория                                   | |
| Южный Судан                                   | Южный Судан                                   | 28 июля 2011 года     | 8 260 490             | 619 745       | Джуба                                      | |
|                                               | Общее                                         | -                     | 965 717 471           | 30 334 914    | -                                          | |

## Страны, имеющие статус наблюдателей
Турция с 2005 года.

 Армения с 2010 года.

 Сербия с 2011 года.

 Азербайджан с 2011 года.

 Грузия с 2011 года.

 Латвия с 2012 года.

 Мексика с 2012 года.

 Гаити со 2 февраля 2012 года имеет статус наблюдателя, а на саммите АС в июле 2012 года должно было стать полноправным членом организации, однако этого не произошло и в июле 2016 года Гаити было официально отказано в возможности вступить в Африканский союз.

 Казахстан с 2013 года.

 Палестина с 2013 года.

 Украина с 2016 года.